# Pointe avant

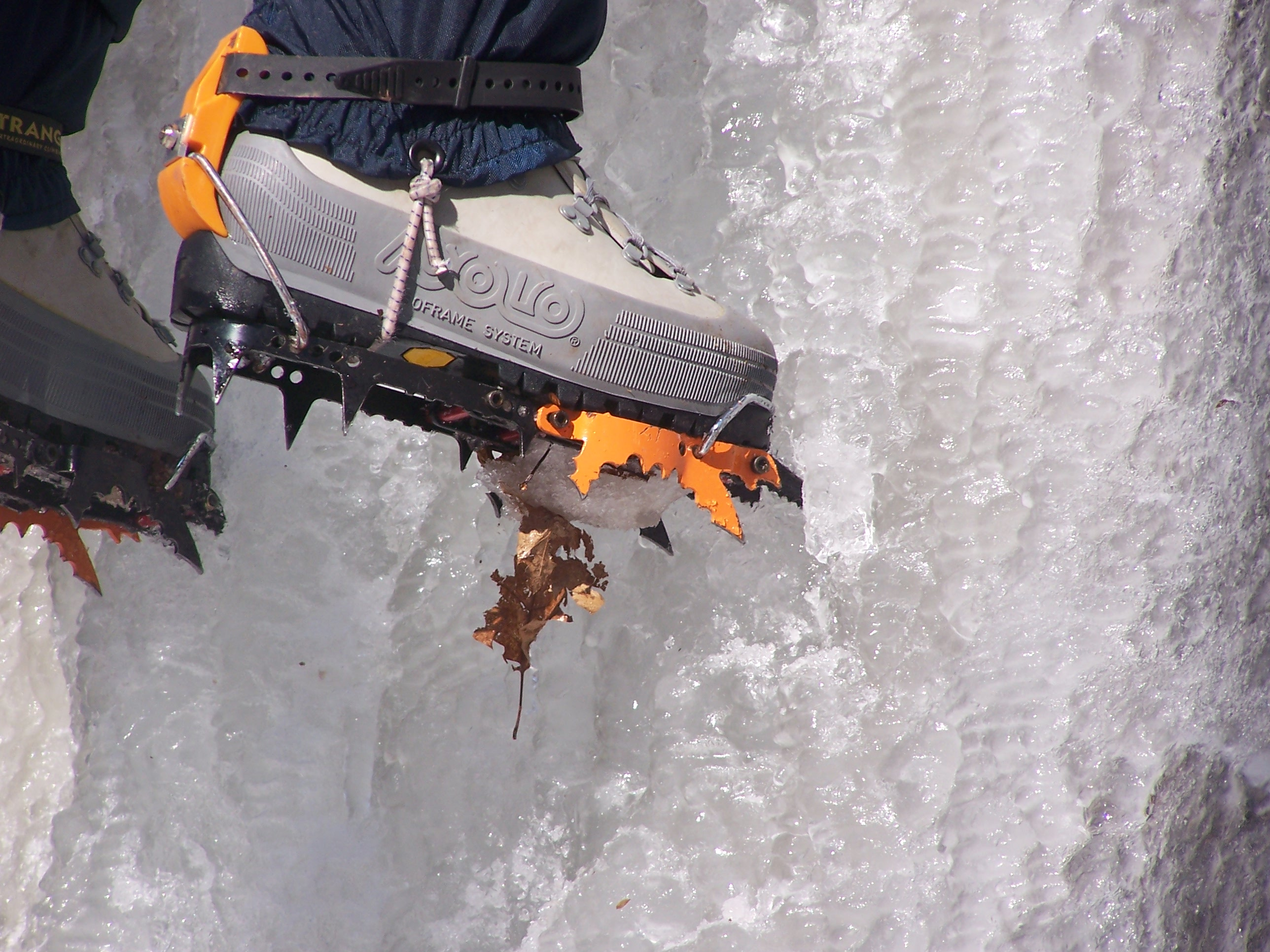
Cramponnage en pointe avant

La technique de cramponnage en pointe avant est une technique où les pointes avants des crampons sont plantées dans la glace en escalade glaciaire ou coincées en escalade mixte ou dry tooling. Elle est utilisée dans les parois très raides, verticales voire en dévers. Elle a longtemps été opposée à la technique du cramponnage à dix pointes ou technique française. En effet, même si le cramponnage en pointe-avant semble plus naturel, dans des pentes faibles (moins de 45°), il est préférable d'utiliser la technique du cramponnage à dix pointes pour soulager les chevilles.

## Historique
Le cramponnage en pointe avant a été rendu possible par l'invention du crampon à douze pointes par Laurent Grivel en 1932. Ce type de cramponnage a été utilisé dès 1938, pour la conquête de la face Nord de l'Eiger. En France, de par l'influence de Armand Charlet, le cramponnage en pointe avant a été adopté tardivement à partir de son départ à la retraite de l'ENSA en 1964.